# Schretstaken
Schretstaken ist eine Gemeinde im Kreis Herzogtum Lauenburg in Schleswig-Holstein. Die Gemeinde besteht aus den Ortsteilen Groß und Klein Schretstaken und gehört zum Amt Breitenfelde.

## Geschichte
Schretstaken wurde 1407 gegründet und gehörte ab 1452 als Exklave bis 1937 zur Hansestadt Lübeck. Durch das Groß-Hamburg-Gesetz kam Schretstaken 1937 zum Kreis Herzogtum Lauenburg. Am 1. April 1939 wurde die Gemeinde durch den Zusammenschluss von Groß Schretstaken (1933: 213 Einwohner) und Klein Schretstaken (1933: 44 Einwohner) neu gebildet.
Die Stadt Lübeck blieb jedoch weiterhin Eigentümerin von ca. 215 Hektar Wald in zwei gesonderten Abschnitten: Ohlenwegen, 85 ha, und Riepenholz, 130 ha. Schretstaken bildete bis 1973 ein selbständiges Forstrevier, wird heute aber vom Lübecker Forstamt Behlendorf betreut. Das Forsthaus Schretstaken an der Straße nach Talkau brannte im Februar 1978 aus und wurde 1980 abgebrochen.

## Politik

### Gemeindevertretung
Bei der Kommunalwahl am 14. Mai 2023 wurden insgesamt neun Sitze vergeben. Von diesen erhielt die Freie Wählergemeinschaft Schretstaken sechs Sitze und die Allgemeine Wählergemeinschaft Schretstaken drei Sitze.

### Bürgermeister
Bürgermeister ist Heiko Bürger.

### Wappen
Blasonierung: „In Gold ein schräglinker blauer Wellenbalken, oben ein grüner Laubbaum mit schwarzem Stamm, unten eine schräglinks gestellte grüne Saufeder, überdeckt von einem nach links gewendeten springenden schwarzen Keiler mit silbernen Hauern.“
Der Wellenbalken symbolisiert die Schiebenitz, einen Bach des Ortes. Die weiteren Bildmotive zeigen die lange Jagdtradition des Ortes. Die Eiche in der oberen Wappenhälfte steht für die Waldbestände des Ortes, die gleichzeitig Ernährungsgrundlage und Rückzugsgebiet der Wildschweine dienen. Die dargestellte Saufeder hat heute allerdings nur noch museale Bedeutung.

Gemeindeflagge

### Flagge
Blasonierung: „Auf grünem, oben und unten unweit des Randes mit schmalen gelben Streifen versehenen Flaggentuch das Gemeindewappen von der Mitte zur Stange versetzt in flaggengerechter Tinktur.“

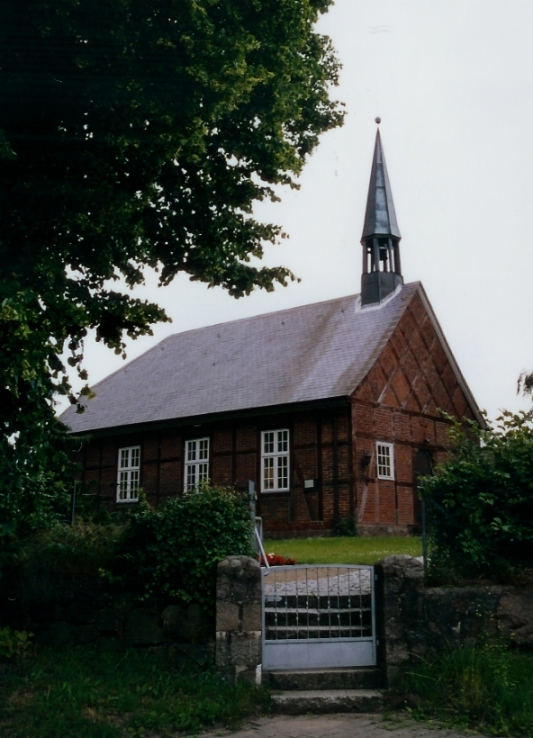
Marienkapelle in Groß Schretstaken

## Sehenswürdigkeiten
In der Liste der Kulturdenkmale in Schretstaken stehen die in der Denkmalliste des Landes Schleswig-Holstein eingetragenen Kulturdenkmale.

## Bauwerke
- Marienkapelle von 1837 mit Orgel des schwedischen Orgelbauers Andreas Thulesius und Glocke von Friedrich Wilhelm Hirt

## Persönlichkeiten
Der Maler und Grafiker A. Paul Weber (1893–1980) lebte von 1936 bis zu seinem Tod 1980 in Schretstaken.

## Literarisches
In Thomas Manns Buddenbrooks wird der Ort als Heimat eines kleinen Abgeordneten in der Lübecker Bürgerschaft genannt, der sonst nie den Mund auftut, aber während der Revolution von 1848/1849 der Stimmung der in einem Saal bedrängten Bürger mit „Da bin ich nich für tau haben“ Ausdruck gibt, als trotz widriger Umstände die Sitzung eröffnet werden soll.